# آکادمی ملی قایقرانی بادبانی ویموت و پورتلند

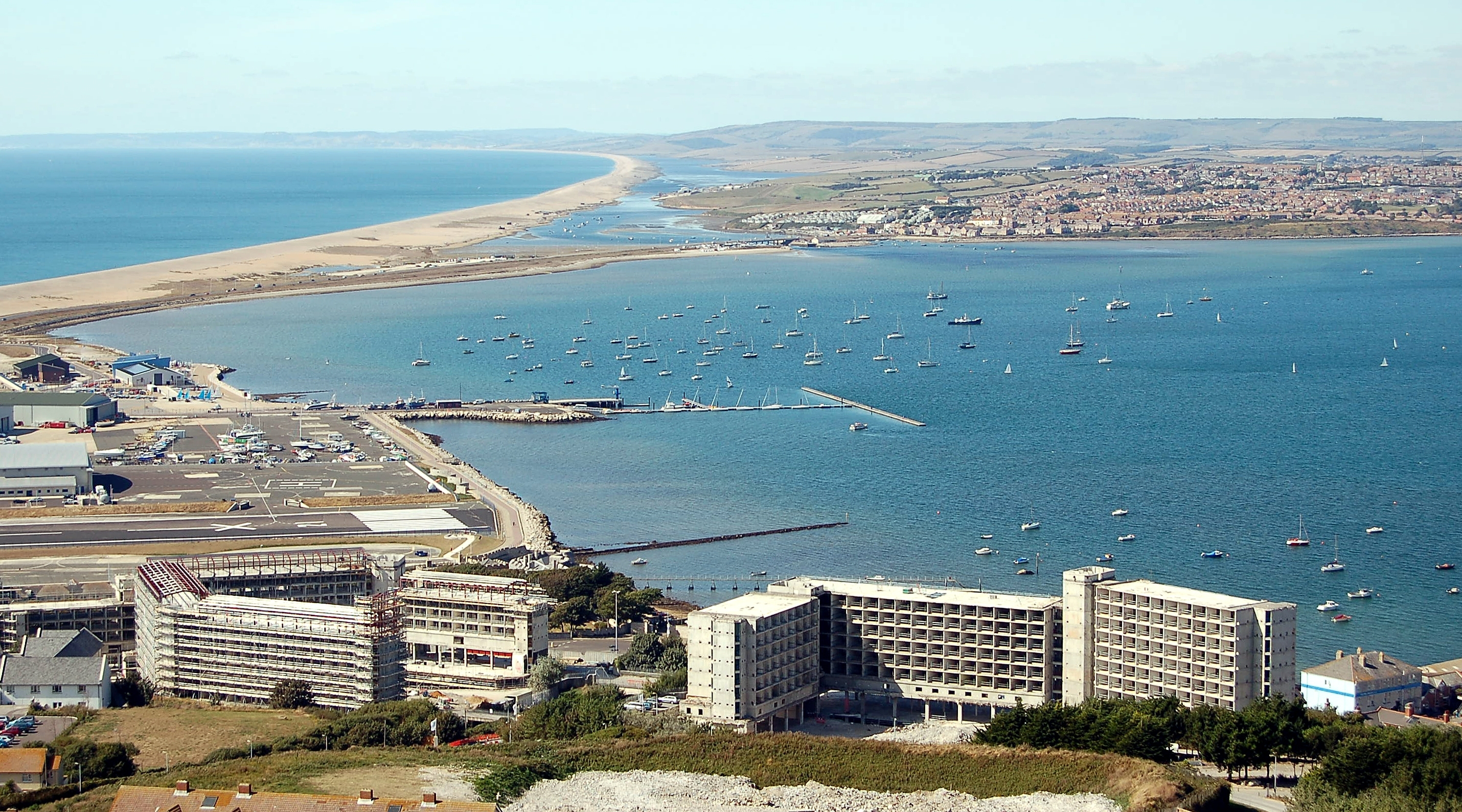
نمایی از لنگرگاه پورتلند و قایق‌های بادبانی

 آکادمی ملی قایقرانی بادبانی ویموث و پورتلند  (به انگلیسی: Weymouth and Portland National Sailing Academy) یک مجموعه ورزشی ساخته شده مخصوص مسابقات قایق‌رانی بادبانی در کشور انگلستان است.این مجموعه در جزیره پورتلند در جنوب کشور انگلستان و در دریا مانش قرار دارد و در یک آوریل ۲۰۰۰ میلادی افتتاح شده است.
برای ساخت این آکادمی ۷٬۸۵ میلیون پوند توسط سازمان‌های خیریه، افراد و سازمان‌های محلی اهدا شده است. همچنین سازمان بخت‌آزمایی ملی بریتانیا در سال ۲۰۰۳ سه میلیون پوند و آژانس توسعه منطقه‌ای جنوب غربی انگلستان ۳٬۳۴ میلیون پوند برای توسعه آن پرداخت کردند.
مسابقات قایق‌رانی بادبانی بازی‌های المپیک تابستانی ۲۰۱۲ و پارالمپیک تابستانی ۲۰۱۲ در این مجموعه ورزشی برگزار خواهد شد.